# Bartošovický mlýn
Bartošovický mlýn (Bönischův nebo něm. Odermühle) v Bartošovicích, v okrese Nový Jičín je vodní mlýn, který stojí na řece Odře v CHKO Poodří, poblíž jezu v Bartošovicích. Je chráněn jako nemovitá kulturní památka České republiky. V současnosti po celkové rekonstrukci slouží jako galerie, muzeum mlynárenství a místo kulturních akcí.

## Historie
Mlýn je poprvé zaznamenán roku 1581 v urbáři Hukvaldského panství, kde je uvedeno „mlýn o 3 složeních, platí 75 zl. a 24. zl. za vykrmení 4 prasat“.
Od hraběnky Josefíny Pachtové jej 12. prosince 1828 zakoupil Ignác Bönisch. V letech 1884-1889 byl přestavěn.
Na přelomu let 1928-29 mlýn vyhořel. To vedlo k jeho další přestavbě a modernizaci a od roku 1933 poháněla válcový mlýn namísto dřevěného vodního kola poháněla Francisova turbína.
Posledního majitele z rodu Böhnischů Alfréda Bönische zastřelil v květnu 1945 na zahradě ruský voják.
Od roku 2005 zde funguje malá vodní elektrárna (MVE).

## Popis
V mlýně se dochovala výroba elektrické energie; elektrickou energii vyrábí přes generátor původní turbína. Původně byly ze mlýna za pomoci kladek a ocelového lana hnány také zemědělské stroje.
Voda na vodní kolo vedla od jezu přes stavidlo náhonem a odtokovým kanálem se vracela zpět do řeky. Dochovaná vertikální kašnová Francisova turbína od výrobce Jos. Prokop a synové, Pardubice byla vyrobena počátkem 30. let 20. století (1930: 1 turbína Francis, hltnost 1,5 m³/s, spád 3,5 m, výkon 29 HP). K roku je uváděna 1 turbína Francis (hltnost 1500 l/s, spád 2,5 m, výkon 28,86 kW).